# Thelypteris randallii
Thelypteris randallii là một loài dương xỉ trong họ Thelypteridaceae. Loài này được Maxon & C.V. Morton mô tả khoa học đầu tiên năm 1963.
Danh pháp khoa học của loài này chưa được làm sáng tỏ. 